# Квелч, Том
Том Квелч (англ. Tom Quelch; 1886—1954) — деятель британского и международного коммунистического движения.

## Биография
Родился в семье Гарри Квелча (en:Harry Quelch), британского социалиста, профсоюзного активиста и директора «Типографии XX века».
Являлся членом Социал-демократической федерации Великобритании (en:Social Democratic Federation). В годы Первой мировой войны придерживался пацифистских и интернационалистских позиций. После основания Британской социалистической партии (en:British Socialist Party) вступил в неё, отстаивал вступление БСП в Коммунистический интернационал.
Делегат Британской социалистической партии на Втором конгрессе Коминтерна в июле-августе 1920, входил в состав Комиссии по национальным и колониальным вопросам. Как представитель Великобритании избран в состав ИККИ. Участвовал в 1-м Съезде народов Востока в Баку (сентябрь 1920).
В начале 1920-х был одним из лидеров коммунистов Великобритании: в 1923—1925 входил в состав ЦК Коммунистической партии Великобритании. С 1924 участвовал в движении национальных меньшинств. Участвовал в комиссии Коминтерна по разрешению конфликта между двумя фракциями в компартии Индии. До 1931 входил в состав редакции журнала «Коммунистический интернационал». В 1924—1953 работал в центральном офисе профсоюза строителей.